# Relaciones Francia-Marruecos
Las relaciones Francia-Marruecos son las relaciones bilaterales entre Marruecos y Francia. Forman parte de las relaciones Francia-África.
Las relaciones actuales comenzaron oficialmente el 25 de marzo de 1956 con la independencia de Marruecos, aunque las relaciones entre estados predecesores de ambos países pueden datarse de mucho antes. Existen algunas fuentes que hablan de que los idrísidas pudieron llegar a enviar una embajada a la corte de Carlomagno. Tradicionalmente, Marruecos considera a Francia el primer país europeo en abrir una embajada en su territorio, al abrir el Reino de Francia un consulado en Fez (Sultanato saadí) en 1577.

## Historia

### Primeros intercambios

La Imperio almorávide en su mayor extensión

El conocimiento de las regiones que conforman los actuales países de Francia y Marruecos pueden remontarse a la época de la antigüedad tardía, al ser ambas regiones partes del mundo grecorromano, en concreto, provincias del Imperio romano: Galia Comata y sus divisiones en el caso de Francia y Mauritania Tingitana en el norte del actual Marruecos.
Tras la caída del Imperio romano de Occidente y el período de las grandes migraciones, ambas regiones volverían a vivir un intercambio, después de que le zona de la actual Francia, entonces Reino de los francos, fuese invadida por el comandante omeya Táriq ibn Ziyad tras la conquista omeya de Hispania, comenzada desde la costa marroquí actual, pues la región norte de Marruecos fue conquistada por el Califato omeya previamente. La campaña de Ziyad duraría desde el 711 hasta el 732, llegando hasta el valle del Ródano, Aviñón, Lyon y Autun para ser finalmente detenidos en la batalla de Tours.
Hasta el siglo XI ambos territorios no tendrían demasiados intercambios incluso con su cercanía geográfica debido a las etapas de Reconquista de los reinos cristianos peninsulares. En el XI, los Almorávides, nómadas que tomaron el poder en la zona de Marruecos, llegaron a tomar las islas Baleares, lo que acercó su esfera al ya Reino de Francia, si bien finalmente no hubo ningún tipo de intercambio ante el comienzo de la decadencia de los almorávides tras las derrotas frente a Alfonso I de Aragón.
En la campaña de la batalla de las Navas de Tolosa, que llegó a tener la consideración de cruzada por Inocencio III, voluntarios y cruzados franceses participaron en la lucha contra las fuerzas del Imperio almohade (sucesor de los almorávides y reunificador de algunos reinos de taifas).

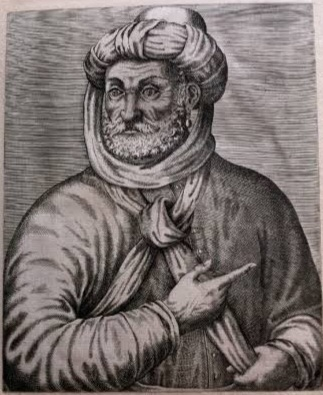
Ahmad al-Mansur (1549–1603) tuvo varios médicos franceses en su corte.

En 1402, el aventurero francés Jean de Béthencourt parte de La Rochelle y navega a lo largo de la costa de Marruecos para conquistar las islas Canarias.

### Formación de Marruecos
En 1472, comienza el sultanato wattásida, la primera dinastía magredí tras varias dinastías bereberes, con un dominio territorial parecido al del Marruecos actual.
En el siglo XVI, el sellado de una alianza franco-otomana entre Francisco I y Solimán el Magnífico permitió numerosos contactos entre los comerciantes franceses y los países bajo influencia otomana, como era el caso wattásida, vasallo de los otomanos oficialmente desde 1554, aunque previamente estaban en su órbita de influencia. En 1533, Francisco I envió al coronel Pierre de Piton como embajador al Reino de Fez (nombre por el que se conocía el sultanato wattásida en Europa). En una carta a Francisco I fechada el 13 de agosto de 1533, el sultan wattásida de Fez, Ahmed ben Mohammed, dio la bienvenida a las propuestas francesas y concedió libertad de navegación y protección a los comerciantes franceses. Francia comenzó a enviar barcos a Fez en 1555, bajo el gobierno de Enrique II, hijo de Francisco I.
Francia, bajo Enrique III, estableció en 1577 un cónsul en Fez, antigua capital del reino homónimo que, en aquel momento, bajo el Sultanato saadí había dejado su capitalidad en favor de Marrakech. El cónsul fue Guillaume Bérard, convirtiendo a Francia en el primer país europeo en establecer un consulado en el hoy Marruecos. Con Enrique, Francia nombró a Guillaume Bérard primer cónsul de Francia en Marruecos. Bérard, médico de profesión, había salvado la vida del príncipe saadí Abd al-Malik, durante una epidemia en Constantinopla; cuando subió al trono, Abd al-Malik deseó mantener a Bérard a su servicio.
A Bérard le sucedió Arnoult de Lisle y luego Étienne Hubert d'Orléans en el doble cargo de médico y representante de Francia al lado del sultán. Estos contactos con Francia se produjeron durante los reinados de Abd al-Malik y su sucesor, Ahmad al-Mansur.
También fue una época en la que Inglaterra intentaba establecer relaciones amistosas con el sultanato saadí, con vistas a una alianza anglo-marroquí, con la visita de Edmund Hogan para reunirse con muley Abd al-Malik en 1577.
El rey Enrique IV fomentó el comercio con tierras lejanas tras haber puesto fin a las Guerras de Religión francesas (Edicto de Nantes 1598).

### Misiones marroquíes en Francia
La primera misión marroquí a Francia fue la de Al-Hajari en 1610-11, que fue enviado a Europa por el gobernante marroquí para obtener reparación por los malos tratos que sufrían los moriscos. Poco después, Ahmed el-Guezouli visitó Francia en 1612-1613. Primero fue con Nasser Carta a los Países Bajos, donde obtuvo la intercesión de los Estados Generales para una visita a Francia; y luego a Francia, donde se esforzó por obtener la restitución de la biblioteca muley Zaydan, que había sido tomada por Jean Philippe de Castelane.

### Expediciones de Isaac de Razilly (1619-1631)

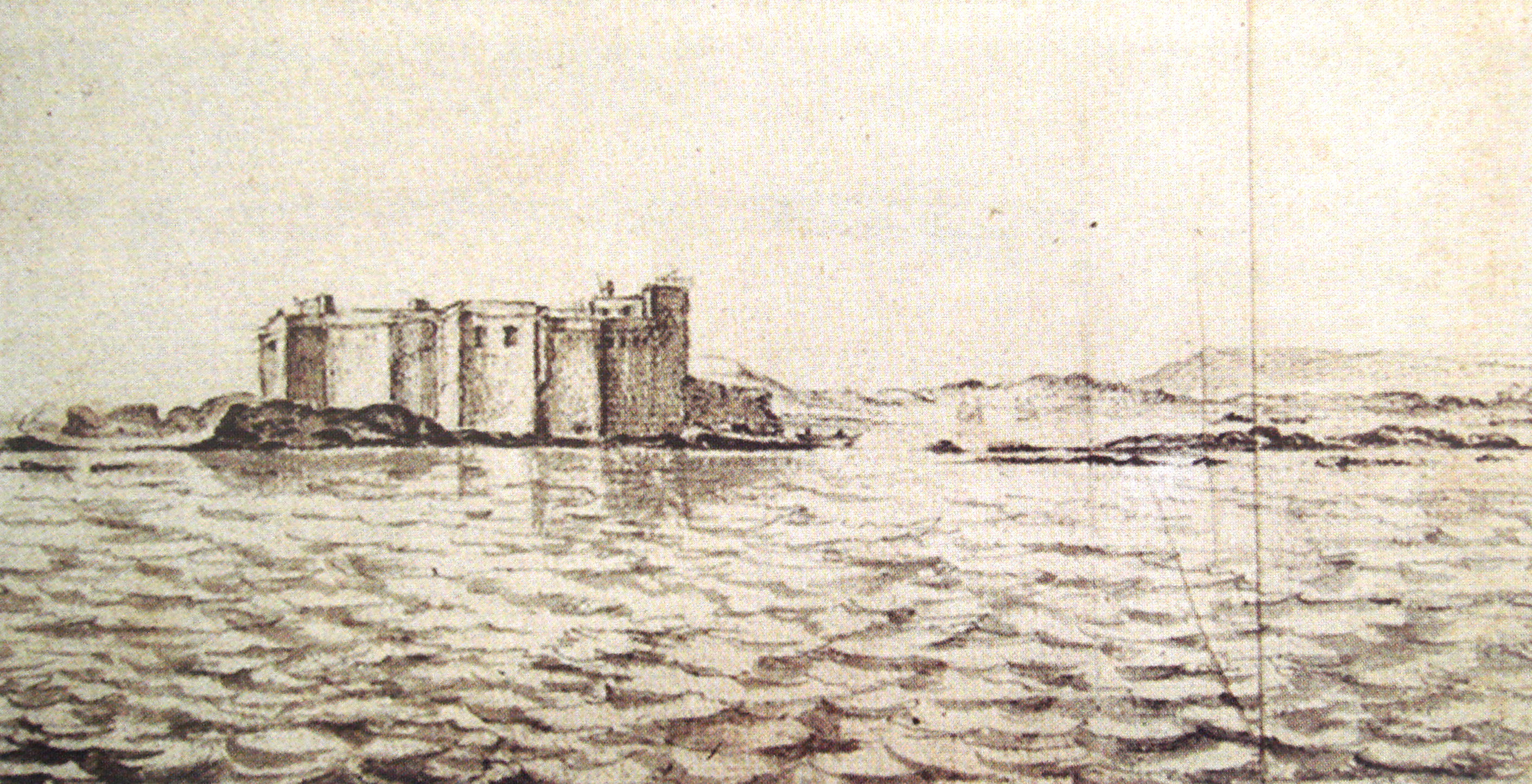
Mogador fue explorada como posible asentamiento francés por Isaac de Razilly.

Isaac de Razilly, acompañado por Claude du Mas, ya navegó a Marruecos en 1619, bajo las órdenes de Luis XIII, que estaba considerando una aventura colonial en Marruecos. Pudo reconocer la costa hasta Mogador. Regresaron a Francia acompañados de un enviado en la persona de caid Sidi Farès, cuya misión era recuperar los libros de Mulay Zidan.
En 1624, Razilly fue encargado de una embajada al puerto pirata de Salé en Marruecos, para resolver de nuevo el asunto de la biblioteca de Mulay Zidan. Fue encarcelado y encadenado antes de ser liberado, aunque tuvo que dejar atrás a muchos cautivos cristianos. La misión de Razilly fue acompañada por la primera Capuchinos que se estableció en Marruecos.
Cuando Richelieu y Père Joseph intentaban establecer una política colonial, Razilly les propuso ocupar Mogador en Marruecos en 1626. El objetivo era crear una base contra el sultán de Marrakech, y asfixiar el puerto de Safi. Partió hacia Salé el 20 de julio de 1629 con una flota compuesta por los navíos Licorne, Saint-Louis, Griffon, Catherine, Hambourg, Sainte-Anne, Saint-Jean. Bombardeó la ciudad de Salé y destruyó 3 barcos corsarios de Berbería, y luego envió el Griffon al mando de Treillebois a Mogador. Los hombres de Razilly vieron la fortaleza de Castelo Real en Mogador, y desembarcaron 100 hombres con madera y provisiones en la isla de Mogador, con el acuerdo de Richelieu. Sin embargo, al cabo de unos días, el Griffon reembarcó a los colonos, y partió para reunirse con la flota en Salé.
En 1630, Razilly pudo negociar la compra de esclavos franceses a los marroquíes. Visitó Marruecos de nuevo en 1631, y participó en la negociación del Tratado franco-marroquí de 1631, con la ayuda de descendientes de Samuel Pallache (véase familia Pallache). El Tratado otorga a Francia un trato preferencial, conocido como Capitulaciones: aranceless preferenciales, establecimiento de un Consulado y libertad religiosa para los súbditos franceses.

### Alianzas

#### Primeras embajadas

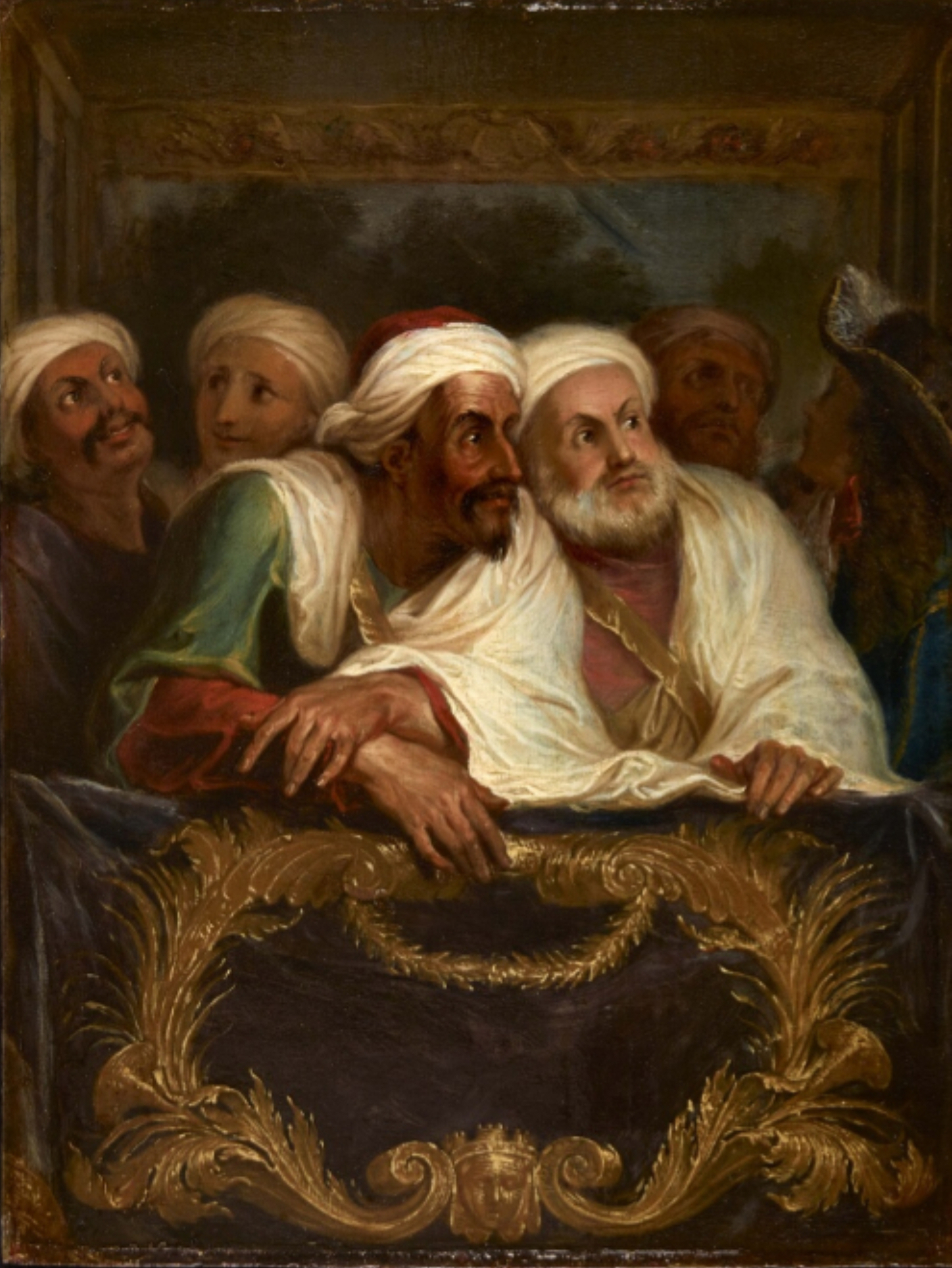
Mohammed Temim, Ambassadeur du Maroc, à la Comédie Italienne (1682), Antoine Coypel (1661-1722), Versailles.

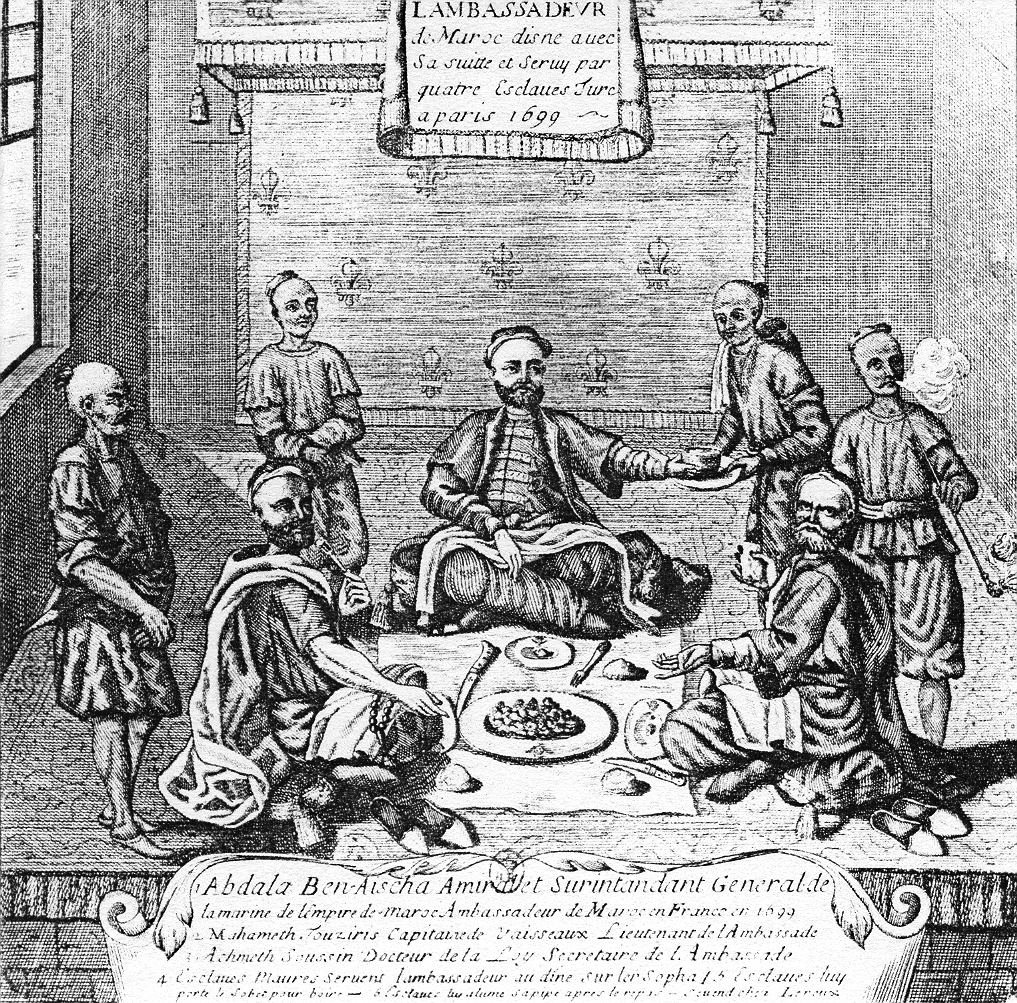
The Ambassador of Morocco Abdallah bin Aisha in Paris in 1699.

Ya en el siglo XVII, Moulay Ismaïl, que buscaba aliados contra España, mantenía excelentes relaciones con Luis XIV de Francia. En 1682, envió al Rey Sol al embajador Mohammad Temim. Hubo cooperación en varios campos. Oficiales franceses entrenaron al ejército marroquí y asesoraron a los marroquíes en la construcción de obras públicas. Se nombraron cónsules franceses en Marruecos, como Jean-Baptiste Estelle. El embajador francés François Pidou de Saint Olon, fue enviado por Luis XIV visitó Moulai Ismael en 1693. El embajador de Marruecos Abdallah bin Aisha también visitó París en 1699.

#### Colaboración
Tras el final de la Guerra de los Siete Años, Francia dirigió su atención hacia los piratas berberiscos, especialmente los de Marruecos, que habían aprovechado el conflicto para atacar la navegación occidental. La flota francesa fracasó en la expedición Larache en 1765.
Algunos contactos continuaron durante el siglo XVIII, como cuando el ingeniero francés Théodore Cornut diseñó el nuevo puerto de Essaouira para el rey Mohammed ben Abdallah a partir de 1760. En 1767, Francia estableció un tratado con Marruecos que le otorgaba protección consular y diplomática. Este tratado se convertiría en un modelo para otras potencias europeas durante los años siguientes.
En 1777, Mohammed ben Abdallah envió además una embajada a Luis XVI, encabezada por Tahar Fennich y Haj Abdallah. La embajada trajo como presentes 20 esclavos franceses capturados previamente en Provenza por los piratas de Salé, así como 6 magníficos caballos. Los dos embajadores permanecieron en Francia durante 6 meses.
Se envió otra embajada marroquí a Francia en 1781, pero no fue reconocida con el pretexto de que el título del rey de Francia no había sido debidamente presentado.

### Época industrial

#### Guerra franco-marroquí

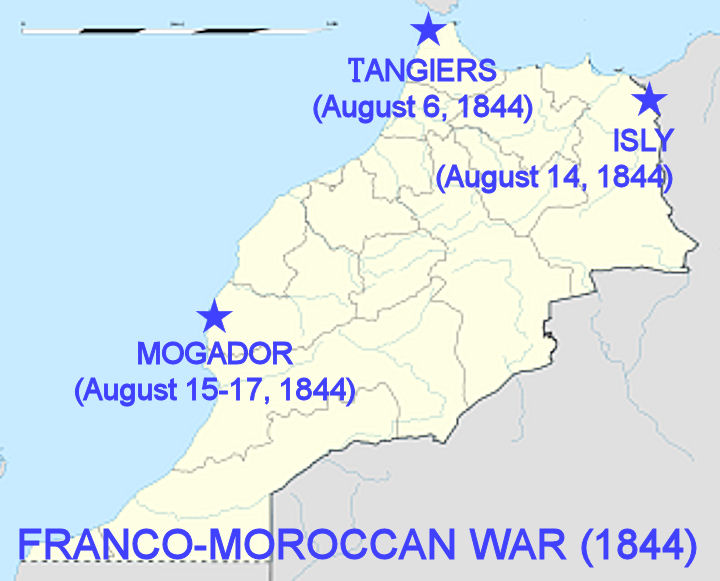
Teatro de la Guerra franco-marroquí (1844).

Tras los turbulentos periodos de la Revolución Francesa y las Guerras Napoleónicas, Francia volvió a mostrar un gran interés por Marruecos en la década de 1830, como posible ampliación de su esfera de influencia en el Magreb, tras Argelia y Túnez. La fuerra franco-marroquí tuvo lugar en 1844, como consecuencia de la alianza de Marruecos con Abd-El-Kader de Argelia contra Francia. Tras varios incidentes en la frontera entre Argelia y Marruecos, y la negativa de Marruecos a abandonar su apoyo a Argelia, Francia se enfrentó victoriosamente a Marruecos en el Bombardeo de Tánger (6 de agosto de 1844), la Batalla de Isly (14 de agosto de 1844) y el Bombardeo de Mogador (15-17 de agosto de 1844). La guerra terminó formalmente el 10 de septiembre con la firma del Tratado de Tánger, en el que Marruecos acordó arrestar y declarar ilegal a Abd-El-Kader, reducir el tamaño de su guarnición en Oujda y establecer una comisión para demarcar la frontera. La frontera, que es esencialmente la frontera moderna entre Marruecos y Argelia, se acordó en el Tratado de Lalla Maghnia.

#### Conquista francesa de Marruecos
El Reino Unido reconoció la "esfera de influencia" de Francia en Marruecos en la Entente Cordiale de 1904, provocando la reacción alemana. La Primera Crisis Marroquí de 1905-1906 se resolvió en la Conferencia de Algeciras de 1906. El Tratado de Algeciras formalizó la preeminencia de Francia entre las potencias europeas en Marruecos, y otorgó a Francia una serie de privilegios coloniales: control sobre los derechos en los puertos marroquíes, un contrato para desarrollar los puertos de Casablanca y Asfi, y el control conjunto con España sobre la policía en Marruecos.
La conquista militar francesa de Marruecos comenzó en marzo de 1907, cuando General Lyautey ocupó Oujda, aparentemente en respuesta al asesinato del médico francés Émile Mauchamp en Marrakech. En agosto de 1907 se abrió un frente occidental con el Bombardeo de Casablanca y la siguiente "pacificación de la Chawiya."
La Segunda Crisis de Marruecos, o Crisis de Agadir -en la que Francia envió un gran número de tropas a Fez y Alemania respondió enviando una cañonera a Agadir y amenazando con la guerra- aumentó las tensiones entre las grandes potencias europeas. Se resolvió con el Tratado franco-alemán del 4 de noviembre de 1911.

### Periodo colonial
El Tratado de Fez (30 de marzo de 1912) convirtió a Marruecos en un Protectorado francés. Desde un punto de vista estrictamente jurídico, el tratado no privó a Marruecos de su condición de Estado soberano.
Incluso después del Tratado de Fez, Francia emprendió guerras de conquista en Marruecos, especialmente la Guerra del Zaian en el Atlas y la guerra del Rif en el norte.

#### Primera Guerra Mundial

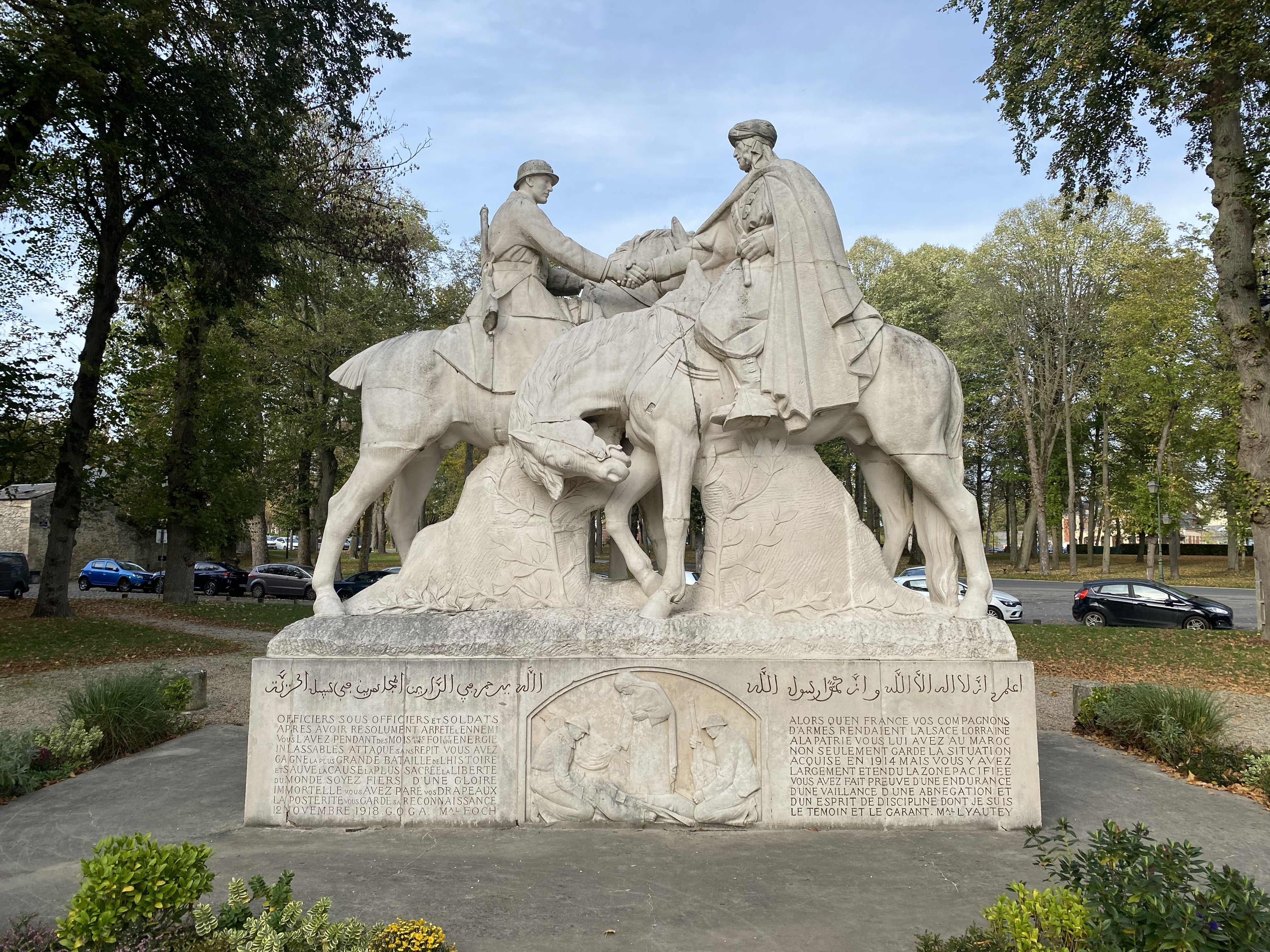
Monument aux Morts de Paul Landowski, inaugurado en Casablanca por el residente general Hubert Lyautey el 20 de julio de 1924, se trasladó a Francia en 1961 y se reutilizó en 1965 como el monument de la fraternité franco-marocaine en Senlis

Francia reclutó infantería de su colonia en Marruecos para unirse a sus troupes coloniales', como hizo en sus otras colonias de África y de todo el mundo. A lo largo de la Primera Guerra Mundial, un total de entre 37.300 y 45.000 marroquíes lucharon por Francia, formando una "Brigada Marroquí". Las tropas coloniales marroquíes sirvieron por primera vez a Francia en la Primera Batalla del Marne, en septiembre de 1914, y participó en todas las batallas importantes de la guerra, incluyendo en Artois, Champagne, y Verdun. Brahim El Kadiri Boutchich identificó la participación de soldados marroquíes al servicio de Francia en la Primera Guerra Mundial como "uno de los momentos más importantes de la historia compartida de Marruecos y Francia".

#### Independencia
A finales de 1955, el rey Mohammed V negoció con éxito el restablecimiento gradual de la independencia marroquí en un marco de interdependencia franco-marroquí.

### Post-independencia

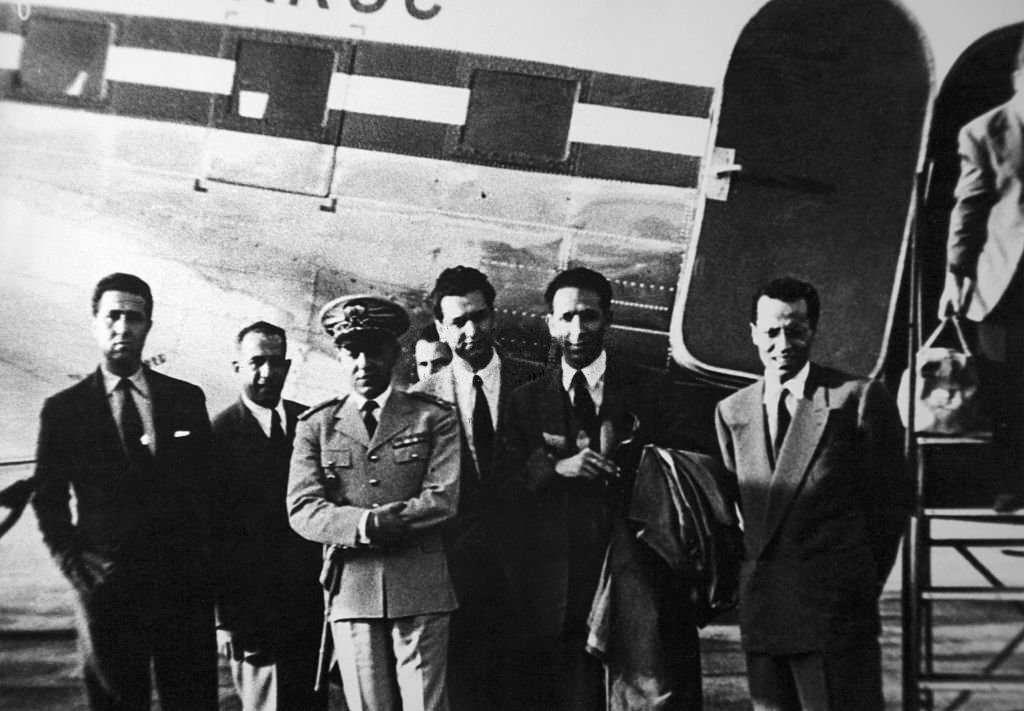
Dirigentes del Frente de Liberación Nacional argelino frente al avión civil marroquí secuestrado por las fuerzas francesas in 1956.

El 22 de octubre de 1956, Fuerzas francesas secuestraron un avión marroquí en el que viajaban dirigentes del Frente de Liberación Nacional (FLN) argelino durante la Guerra de Argelia en curso.  Mohammed V apoyó al FLN en la lucha por la independencia de Argelia y se ofreció a facilitar la participación de los líderes del FLN en una conferencia con Habib Bourguiba en Túnez. El avión, que transportaba a Ahmed Ben Bella, Hocine Aït Ahmed, y Mohamed Boudiaf, debía partir de Palma de Mallorca con destino a Túnez, pero las fuerzas francesas desviaron el vuelo a la ocupada Argel, donde los dirigentes del FLN fueron detenidos. Después, los disturbios antifranceses en Meknes y sus alrededores causaron decenas de víctimas.
Mehdi Ben Barka fue un político marroquí, jefe de la izquierdista Unión Nacional de Fuerzas Populares (UNPF) y secretario de la Conferencia Tricontinental. Opositor al rey Hassan II, "desapareció" en París en 1965.
El 3 de marzo de 1973, el rey Hassan II anunció la política de marroquinización, en virtud de la cual los bienes del Estado, las tierras agrícolas y las empresas que eran propiedad extranjera en más de un 50% -y especialmente francesa- fueron transferidos a leales políticos y oficiales militares de alto rango.. La marroquinización de la economía afectó a miles de empresas y la proporción de empresas industriales marroquíes aumentó inmediatamente del 18% al 55%..

## Relaciones actuales
Las relaciones actuales entre Francia y Marruecos han sido en general muy amistosas. Como antiguo protectorado francés en Marruecos (que nominalmente mantuvo su independencia) de Francia, Marruecos entra en el cuadro de Françafrique', término utilizado para referirse a las relaciones a menudo neocoloniales entre Francia y sus antiguas colonias en África.. Las relaciones entre la República Francesa y el Reino de Marruecos se desarrollan principalmente en los ámbitos del comercio, las inversiones, las infraestructuras, la educación y el turismo.
En 2021, el Gobierno francés decidió reducir «drásticamente» el número de visados expedidos a los ciudadanos marroquíes (así como a los argelinos y tunecinos), argumentando la falta de colaboración de estos países frente a las expulsiones de Francia, lo que unido al gran número de inmigrantes marroquís en Francia, le podían crear un problema organizativo.
En noviembre del mismo año, las relaciones se enfriaron debido a los incidentes en la frontera de Ceuta, el resurgimiento del debate sobre la soberanía del Sáhara Occidental y la conflictiva situación diplomática de Marruecos con todos sus vecinos, especialmente Argelia.

### Economía
Marruecos es el principal receptor de inversiones francesas en el continente africano, y Francia sigue siendo, con diferencia, el primer inversor extranjero directo, el primer socio comercial y el primer acreedor de Marruecos. La inversión extranjera directa francesa está presente en todos los sectores de la Economía marroquí, incluida la compañía aérea nacional, Royal Air Maroc, y la red ferroviaria nacional, ONCF. Los marroquíes también invierten en Francia; por ejemplo, la Real Fuerza Aérea Marroquí depende de las tecnologías aeronáuticas francesas. Más de 750 filiales de empresas francesas -como Orange, Total y Lydec- están presentes en Marruecos y emplean a unas 80.000 personas.
Como primer socio comercial del reino, Francia se beneficia de la falta de reservas energéticas y de seguridad alimentaria de Marruecos, lo que crea una dependencia constante del comercio exterior y un permanente déficit comercial en Marruecos. En 2008, Marruecos exportó bienes y servicios por valor de 15.000 millones de dólares e importó 35.000 millones.—primarily from France.

### Educación
Marruecos también importa educación de Francia. En la actualidad, las escuelas francesas, llamadas coloquialmente la mission -tanto si están relacionadas con la Mission Laïque Française como si no- y en las que el francés es la lengua de enseñanza y el árabe sólo se enseña como segunda lengua, siguen teniendo una presencia importante en Marruecos. Las escuelas están certificadas por la Agencia para la Enseñanza Francesa en el Extranjero, y administradas por el Ministerio de Asuntos Exteriores francés, y el alumnado suele estar compuesto por hijos de las clases elitistas y acomodadas de Marruecos. Estas escuelas, como el Lycée Lyautey de Casablanca, suelen estar situadas en grandes ciudades como Casablanca, Rabat, Fes, Marrakech, Meknes, y Oujda.
Francia es el primer destino de los estudiantes marroquíes que salen del país para estudiar en el extranjero, ya que acoge al 57,7 % de todos los marroquíes que estudian fuera de Marruecos. Los estudiantes marroquíes también representan el grupo más numeroso de estudiantes extranjeros en Francia, con un 11,7 % de todos los estudiantes internacionales en universidades de Francia, según un estudio de la UNESCO de 2015..
Según un estudio publicado en 2019, el 35% de los marroquíes habla francés, más que Argelia, con un 33%, y Mauritania, con un 13%..
En Francia viven aproximadamente 1.514.000 marroquíes, lo que representa la mayor comunidad de marroquíes fuera de Marruecos. El INSEE anunció que hay aproximadamente 755.400 nacionales marroquíes que residen en Francia desde octubre de 2019, lo que representa el 20% de la población inmigrante de Francia. El rey Mohammed VI eligió Francia para su primera visita de Estado y el presidente francés le devolvió el favor. Francia financió el 51% del proyecto de tren de alta velocidad Al-Boraq, que fue inaugurado por el rey Muhammad VI y el presidente Emmanuel Macron el 15 de noviembre de 2018.
La selección nacional de fútbol de Marruecos en los últimos años ha contado con una cantidad significativa de jugadores nacidos en Francia. En la convocatoria para la Copa Africana de Naciones 2013 figuraban 10 jugadores nacidos en Francia. Ocho de los jugadores seleccionados para el Mundial de 2018 nacieron en Francia.